# Estadio de Goyang
El Estadio de Goyang es un estadio multiuso localizado en la ciudad de Goyang, Corea del Sur. Actualmente utiliza sobre todo para partidos de fútbol y es la sede del equipo de Goyang Hi FC. El estadio alberga a 41 311 personas y fue construido en 2003.